# Ден-Увер
Ден-Увер (нід. Den Oever, нід. вимова: [dɛn ˈuvər]) — село в нідерландській провінції Північна Голландія. Входить до муніципалітету Голландс-Крон і лежить приблизно в 18 км на схід від міста Ден-Гелдер.

## Опис
Ден-Увер виникло як рибальське поселення в пізньому середньовіччі на північно-східному краю колишнього острова Вірінген. Вперше село згадується в 1432 році. Ден-Увер дослівно перекладається з нідерландської як «берег/узбережжя» оскільки це був пункт на узбережжі колишньої морської затоки Зейдерзе.

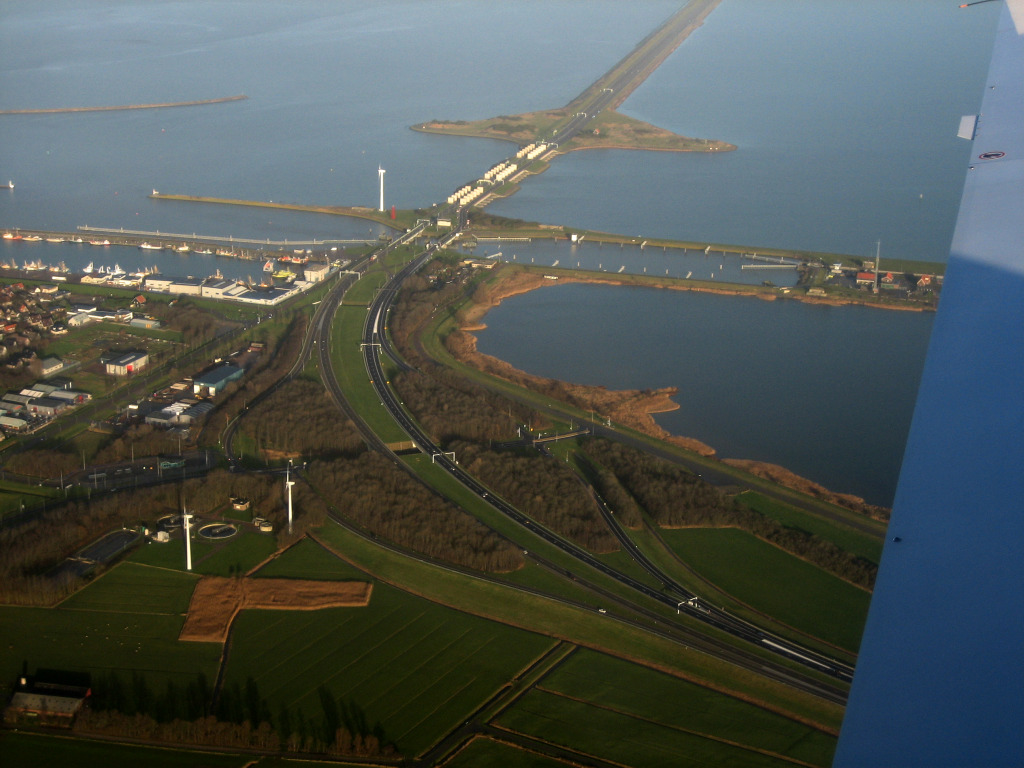
Ден-Увер, Стевінслюзен і Афслюйтдейк з висоти пташиного польоту

Село розташоване на західній стороні дамби Афслюйтдейк, яка в 1932 році відгородила морську затоку Зейдерзе від моря і перетворила її на штучне прісноводне озеро Ейсселмер. На двох кінцях дамби розташовані системи шлюзів для забезпечення судноплавства і прокачування води. Південний комплекс дамби в Дер-Увері має у своєму складі судоходний шлюз Стевінслюзен (нід. Stevinsluizen), названий на честь Генріка Стевіна, сина відомого математика та інженера Саймона Стевіна, який першим висунув ідею відгородити Зейдерзе дамбою ще в 1667 році, а також три серії з п'яти шлюзів для скидання води з озера Ейсселмер у Ваттове море.
Завдяки великому порту в селі є багато кафе та ресторанів, тут їх найбільша концентрація в межах муніціпалітету. 

## Пам'ятки
Посеред села знаходиться восьмигранний млин «Де-Гоп» (нід. De Hoop — дослівно «Надія»), що  має розмах крил 17 метрів і датується XVII століттям (1654 р.). Млин був повністю відреставрований у другій половині XX століття (в 1960 роц). Як не дивно, млин ніколи не мав підйомного механізму.
На узбережжі, але вже не на оригінальному місці, досі стоїть чавунний маяк Ден-Увер 1885 року, який є нагадуванням про часи, коли Ден-Увер був на острові.
Пам'ятник на дамбі Афслютдейк був зведений в 1933 році на місці, де 28 травня 1932 року було засипалано останній отвір під час будівництва дамби. Пам'ятник спроєктував Віллем Марінус Дудок.
Впадає в око те, що в селі немає жодної церкви. Близько 1960 року старовинна сільська церква Gasthuiskapel XVI століття, що перебувала у напівзруйнованому стані, була розібрана і передана до музею Зейдерзе в Енхюзені (Enkhuizen), де була відтворена у 1967 році.

## Галерея

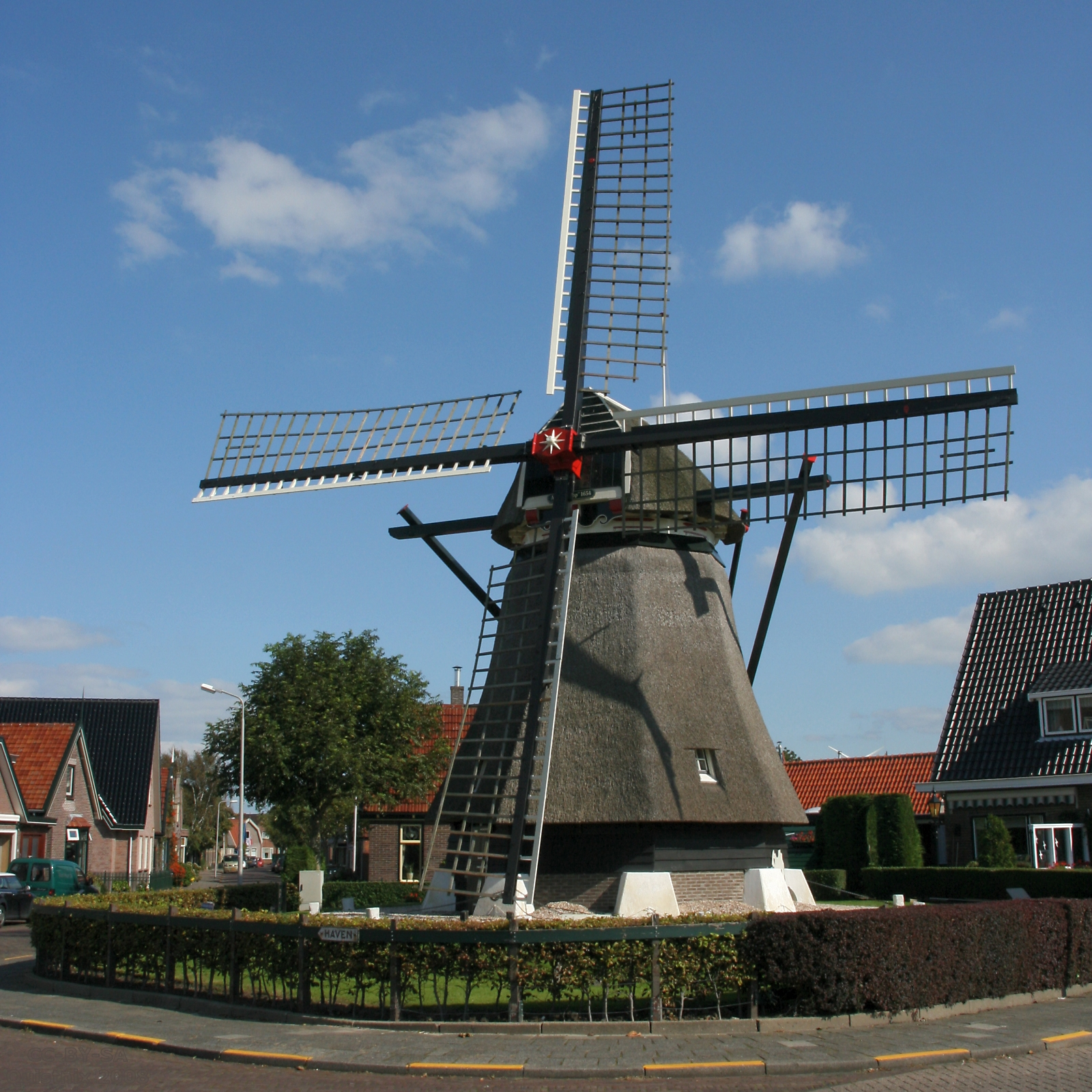
Млин "Де-Гоп" (1654)
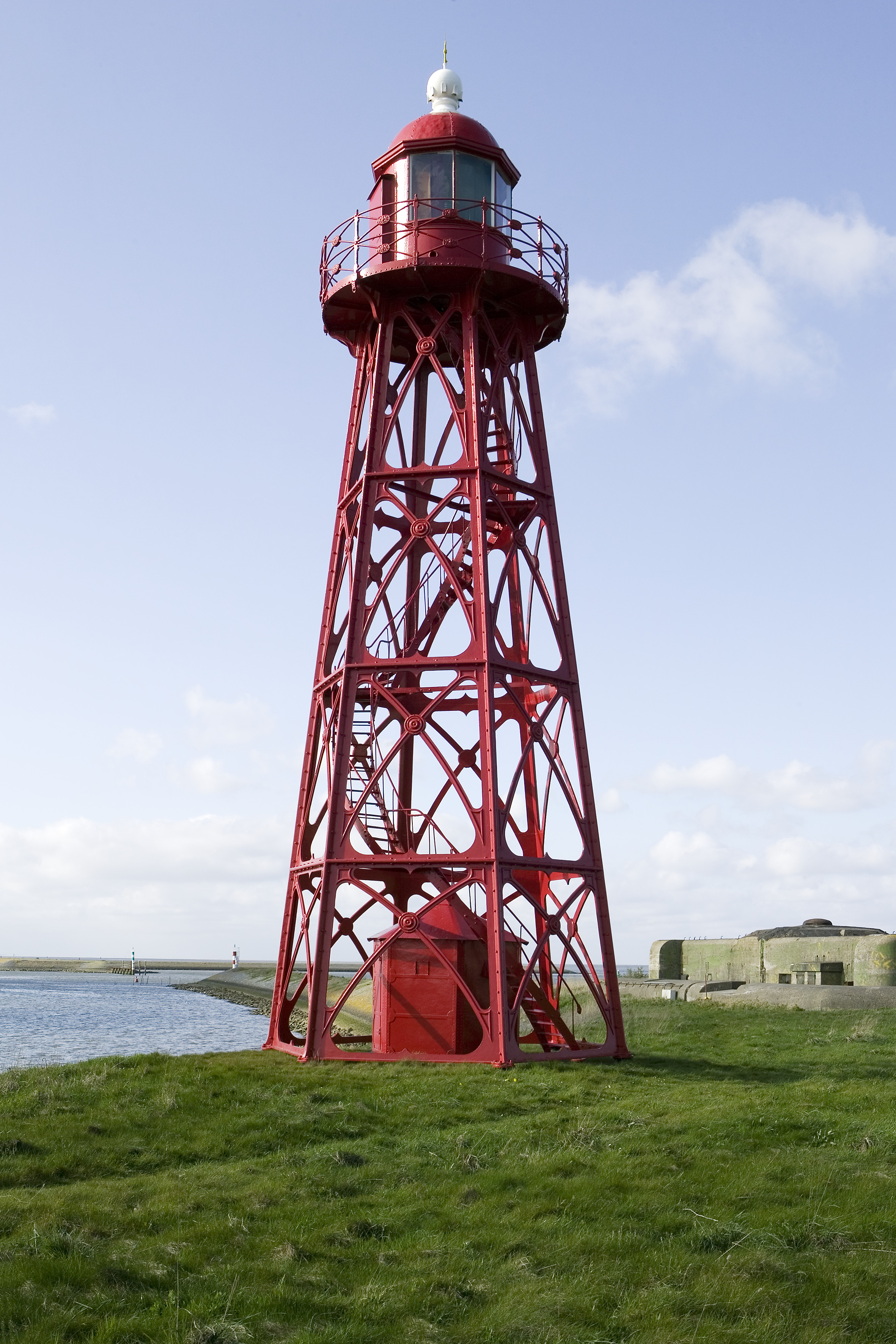
чавунний маяк Ден-Увер (1885)
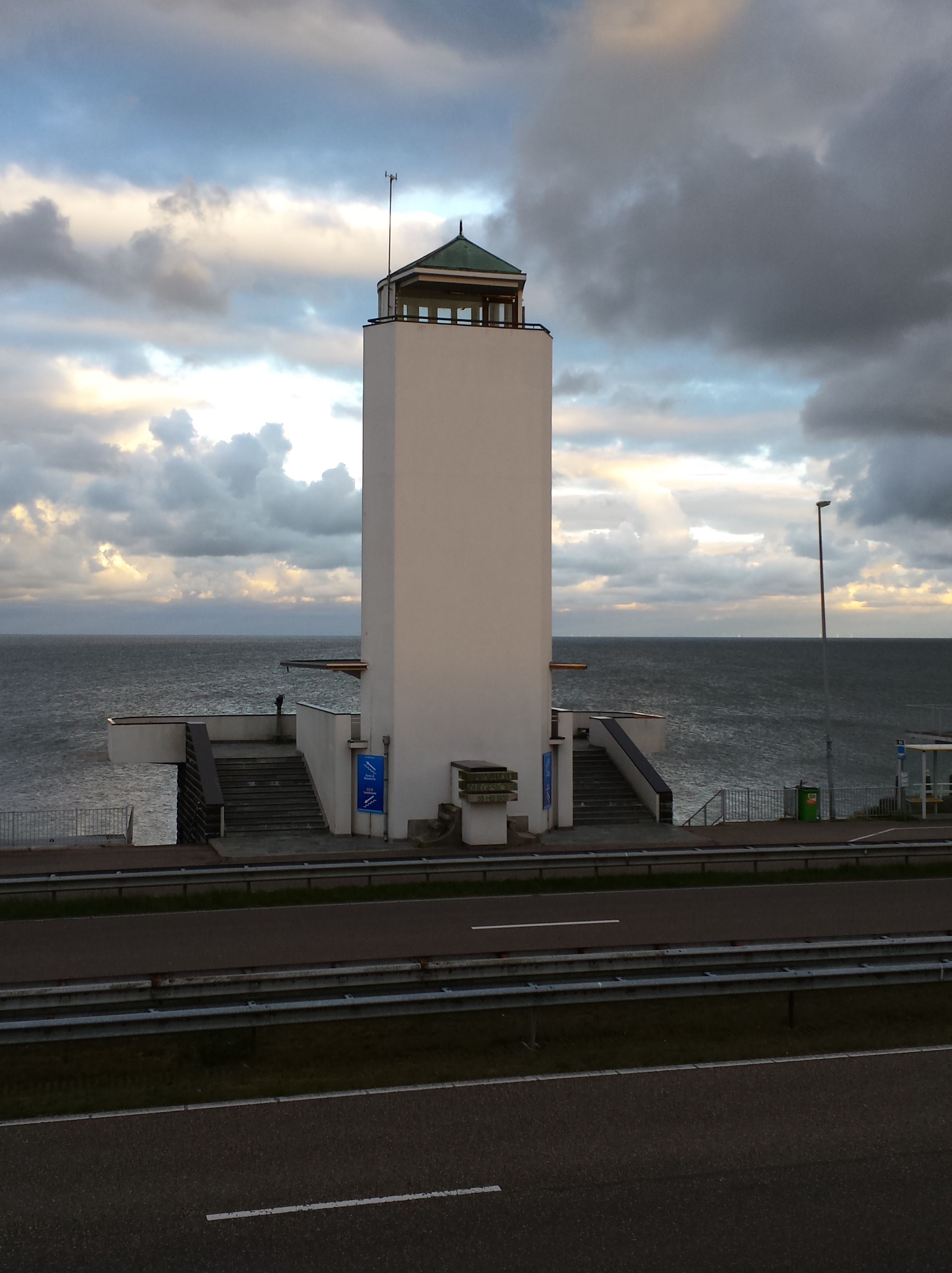
Пам'ятник на дамбі  Афслютдейк (1933)
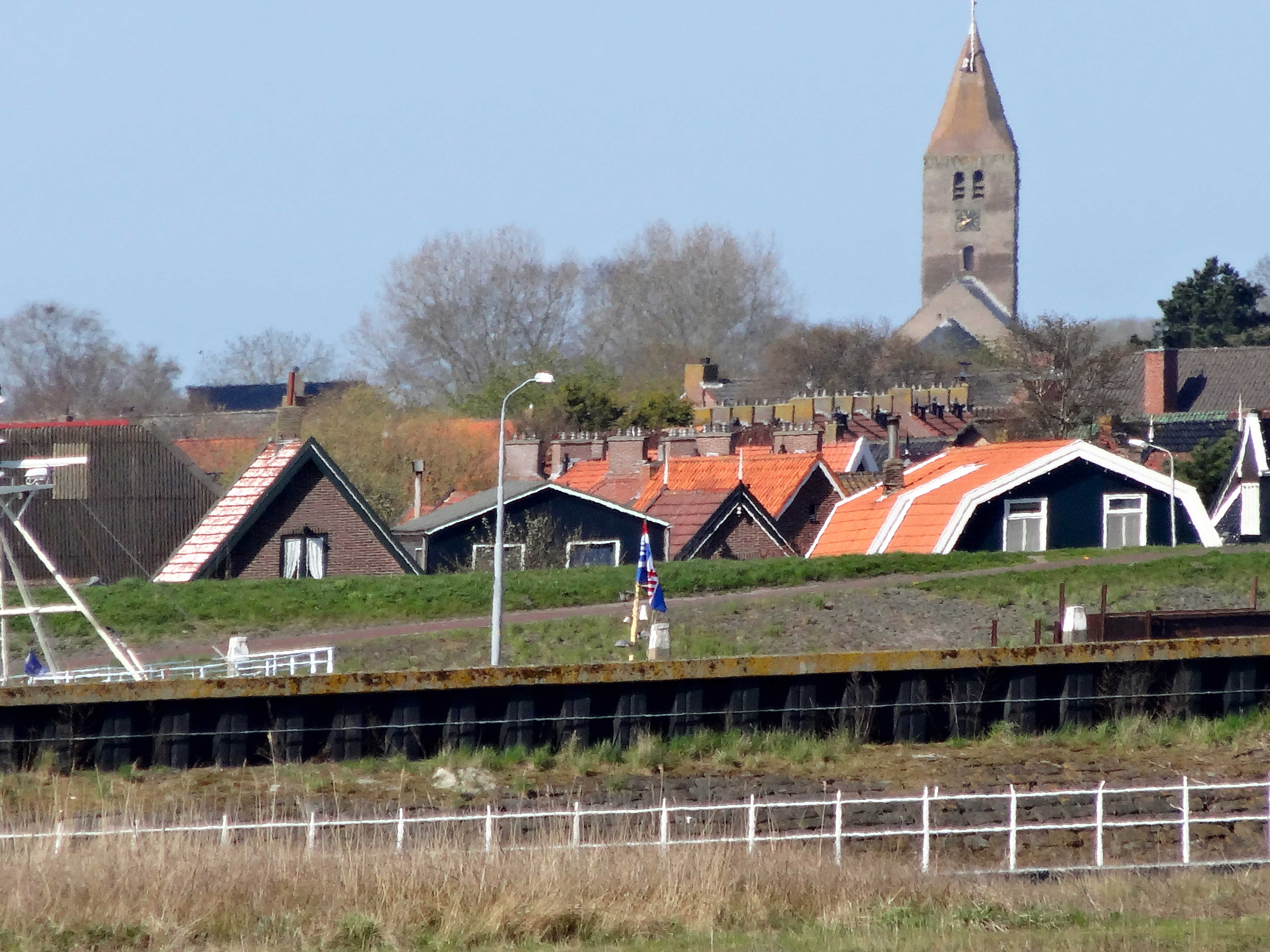
Вид на Ден-Увер
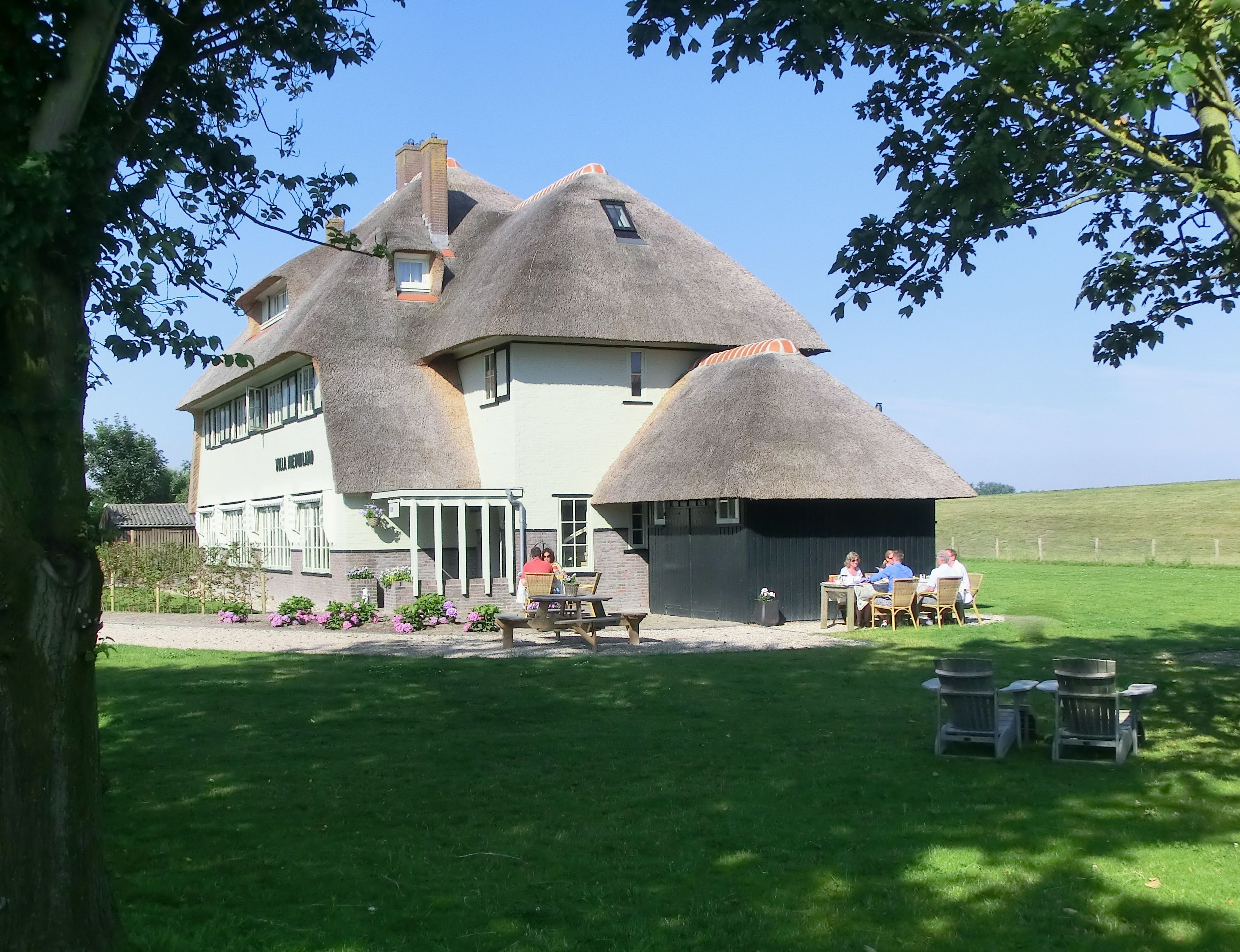
Вілла Nieuwland